# Binche-Chimay-Binche 2019
La 32.ª edición de la clásica ciclista Binche-Chimay-Binche fue una carrera en Bélgica que se celebró el 8 de octubre de 2019 con inicio y final en la ciudad de Binche sobre un recorrido de 198,6 kilómetros.
La carrera formó parte del UCI Europe Tour 2019, dentro de la categoría UCI 1.1. El vencedor fue el belga Tom Van Asbroeck del Israel Cycling Academy seguido del también belga Oliver Naesen del AG2R La Mondiale y el neerlandés Jos van Emden del Jumbo-Visma.

## Equipos participantes
Tomaron parte en la carrera 21 equipos: 7 de categoría UCI WorldTeam; 10 de categoría Profesional Continental; y 4 de categoría Continental. Formando así un pelotón de 144 ciclistas de los que acabaron 81. Los equipos participantes fueron:
| WorldTeams (7)- AG2R La Mondiale - Deceuninck-Quick Step - Team Jumbo-Visma - Lotto Soudal - Groupama-FDJ - Katusha-Alpecin - Trek-Segafredo Equipos continentales profesionales (10)- Arkéa-Samsic - Cofidis, Solutions Crédits - Corendon-Circus - Israel Cycling Academy - Total Direct Énergie - Roompot-Charles - Sport Vlaanderen-Baloise - Vital Concept-B&B Hotels - Wallonie Bruxelles - Wanty-Groupe Gobert Equipos continentales (4)- IAM Excelsior - BEAT Cycling Club - Cibel-Cebon - Leopard |
| |

## Clasificación final
- Las clasificaciones finalizaron de la siguiente forma:[4]

| \| Clasificación general \| Clasificación general \| Clasificación general \| Clasificación general \| Clasificación general \| \| Ciclista \| Ciclista \| Equipo \| Tiempo \| \| \| --------------------- \| --------------------- \| -------------------------- \| --------------------- \| --------------------- \| \| 1.º \| Tom Van Asbroeck \| Israel Cycling Academy \| 4 h 32 min 37 s \| \| \| 2.º \| Oliver Naesen \| AG2R La Mondiale \| + 0 s \| \| \| 3.º \| Jos van Emden \| Team Jumbo-Visma \| + 0 s \| \| \| 4.º \| Timo Roosen \| Team Jumbo-Visma \| + 0 s \| \| \| 5.º \| Jens Keukeleire \| Lotto-Soudal \| + 0 s \| \| \| 6.º \| Jasper Stuyven \| Trek-Segafredo \| + 0 s \| \| \| 7.º \| Florian Sénéchal \| Deceuninck-Quick Step \| + 0 s \| \| \| 8.º \| Damien Touzé \| Cofidis, Solutions Crédits \| + 0 s \| \| \| 9.º \| Stefan Küng \| Groupama-FDJ \| + 0 s \| \| \| 10.º \| Jenthe Biermans \| Katusha-Alpecin \| + 0 s \| \| |                  |                            |                 |
| |                  |                            |                 |
| Fuente: ProCyclingStats |                  |                            |                 |
| Clasificación general |                  |                            |                 |
| Ciclista | Ciclista         | Equipo                     | Tiempo          |
| 1.º | Tom Van Asbroeck | Israel Cycling Academy     | 4 h 32 min 37 s |
| 2.º | Oliver Naesen    | AG2R La Mondiale           | + 0 s           |
| 3.º | Jos van Emden    | Team Jumbo-Visma           | + 0 s           |
| 4.º | Timo Roosen      | Team Jumbo-Visma           | + 0 s           |
| 5.º | Jens Keukeleire  | Lotto-Soudal               | + 0 s           |
| 6.º | Jasper Stuyven   | Trek-Segafredo             | + 0 s           |
| 7.º | Florian Sénéchal | Deceuninck-Quick Step      | + 0 s           |
| 8.º | Damien Touzé     | Cofidis, Solutions Crédits | + 0 s           |
| 9.º | Stefan Küng      | Groupama-FDJ               | + 0 s           |
| 10.º | Jenthe Biermans  | Katusha-Alpecin            | + 0 s           |

## UCI World Ranking
La Binche-Chimay-Binche otorgó puntos para el UCI World Ranking para corredores de los equipos en las categorías UCI WorldTeam, Profesional Continental y Equipos Continentales. Las siguientes tablas son el baremo de puntuación y los 10 corredores que obtuvieron más puntos:
| Posición   | 1.º | 2.º | 3.º | 4.º | 5.º | 6.º | 7.º | 8.º | 9.º | 10.º | 11.º | 12.º | 13.º-15.º | 16.º-25.º |
| Puntuación | 125 | 85  | 70  | 60  | 50  | 40  | 35  | 30  | 25  | 20   | 15   | 10   | 5         | 3         |

| Clasificación |                  |                            |        |
| Posición      | Ciclista         | Equipo                     | Puntos |
| ------------- | ---------------- | -------------------------- | ------ |
| 1.º           | Tom Van Asbroeck | Israel Cycling Academy     | 125    |
| 2.º           | Oliver Naesen    | AG2R La Mondiale           | 85     |
| 3.º           | Jos van Emden    | Jumbo-Visma                | 70     |
| 4.º           | Timo Roosen      | Jumbo-Visma                | 60     |
| 5.º           | Jens Keukeleire  | Lotto Soudal               | 50     |
| 6.º           | Jasper Stuyven   | Trek-Segafredo             | 40     |
| 7.º           | Florian Sénéchal | Deceuninck-Quick Step      | 35     |
| 8.º           | Damien Touzé     | Cofidis, Solutions Crédits | 30     |
| 9.º           | Stefan Küng      | Groupama-FDJ               | 25     |
| 10.º          | Jenthe Biermans  | Katusha-Alpecin            | 20     |